# Sargentodoxa
Sargentodoxa, monotipski rod penjačica iz porodice Lardizabalaceae. Jedina je vrsta Sargentodoxa cuneata iz Kine i Indokine. To je snažan, listopadni penjački grm drvenaste stabljike dužine do 7,5 metara, koji se omata oko drugih biljaka.
Biljka se skuplja u divljini za lokalnu upotrebu kao lijek i insekticid. Stabljika ima mnoga ljekovita svojstva, djeluje kao anthelmintik, antibakterijski, antireumatski, karminativno, kao diuretik i tonik. Dekokt ili tinktura koristi se u liječenju amenoreje, metroragije, anemije, traumatskih ozljeda, reumatoidnog artritisa i filarijeze.